# Fatima Maada Bio
Fatima Maada Bio, née Fatima Jabbe, (27 novembre 1980, Koidu) est une actrice sierraléonaise.
Après avoir obtenu un Bachelor of Arts de l'université de Roehampton, Fatima Jabbe travaille dans le milieu du cinéma au Royaume-Uni, en particulier sur des productions Nollywood. Elle joue dans plusieurs films, dont certains auront une diffusion internationale, comme The Mirror Boy dont l'avant-première a lieu au cinéma Empire (en) de Leicester Square.
En 2013, elle se marie civilement avec Julius Maada Bio, qui deviendra président de Sierra Leone en 2018. Le couple se marie ensuite religieusement en 2020.